# Sceloporus aeneus
Sceloporus aeneus (південна купинна ігуана) — вид ігуаноподібних ящірок родини фриносомових (Phrynosomatidae). Ендемік Мексики.

## Поширення і екологія
Південні купинні ігуани мешкають на Мексиканському нагір'ї, від західної Пуебли, західного Мічоакана і Халіско до півночі Гуанахуато, Керетаро та Ідальго. Вони живуть в різноманітних природних середовищах, зокрема в соснових лісах, в купинах трави та в тріщинах серед скель, трапляються на полях і пасовищах. Зустрічаються на висоті від 1850 до 3600 м над рівнем моря. Є живородними.